# Batalhão Somalia
O Batalhão da Somália (em russo:  Батальон «Сомали» ) é uma unidade militar separatista de elite da autodeclarada República Popular de Donetsk, na Ucrânia, que vem lutando contra as Forças Armadas da Ucrânia na Guerra de Donbass e na invasão russa de 2022 . O nome completo do batalhão é 1º Batalhão de Tanques Separado da Somália (anteriormente 1º Grupo de Batalhão Tático Separado da Somália). O batalhão adotou o nome de "Somália" porque, segundo seu ex-comandante Mikhail Tolstykh, popularmente conhecido como "Givi", morto em 08/02/2017, seus membros são "tão destemidos quanto os somalis". De acordo com Givi, 70% do pessoal dos batalhões lutou anteriormente na 1ª Brigada Slavyansk.
A unidade está permanentemente estacionada em Donetsk e Makiivka. Seu comandante atual é Timur Kurilkin.

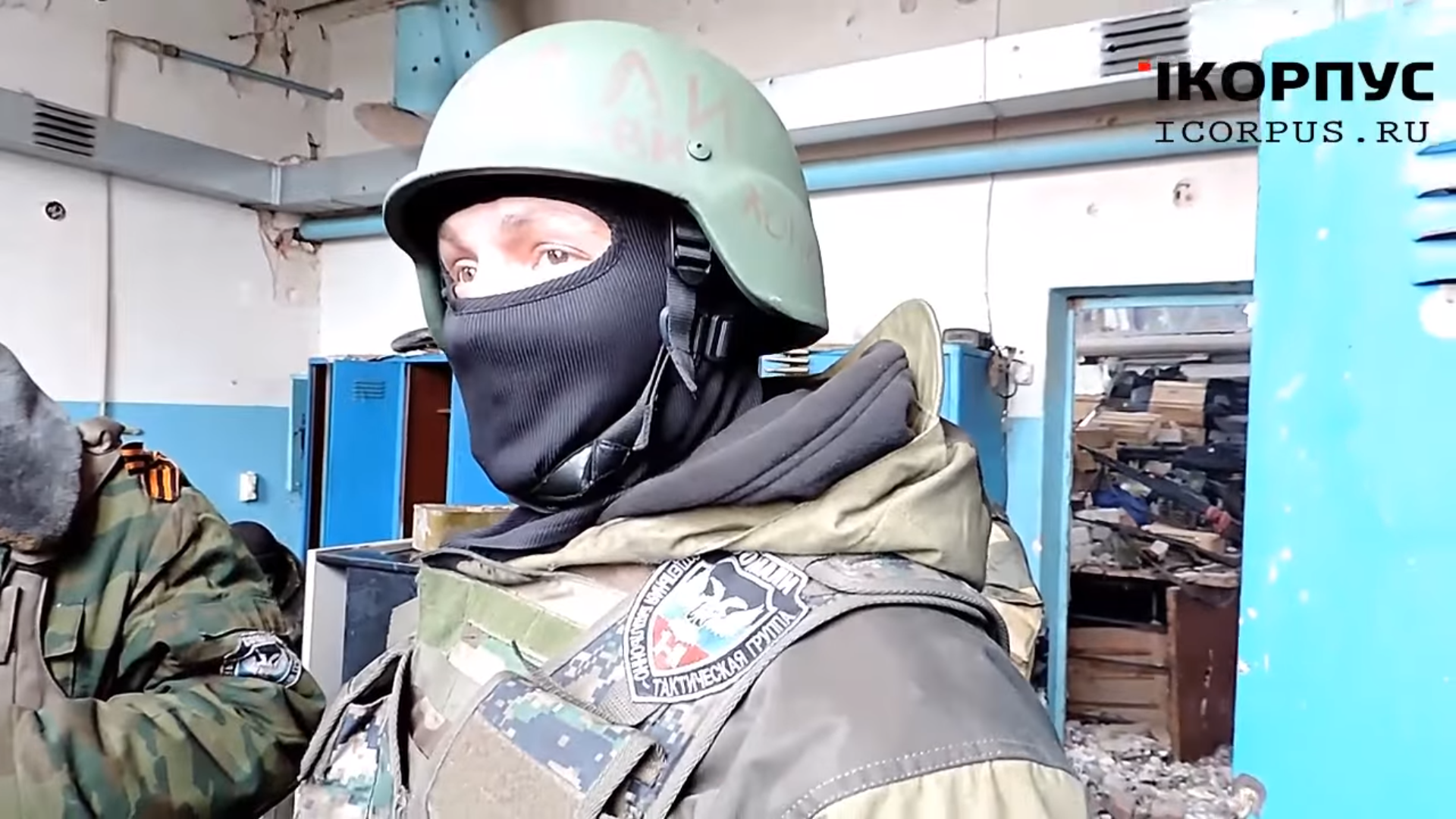
Soldado do batalhão Somália no terminal velho do Aeroporto Internacional de Donetsk

## História

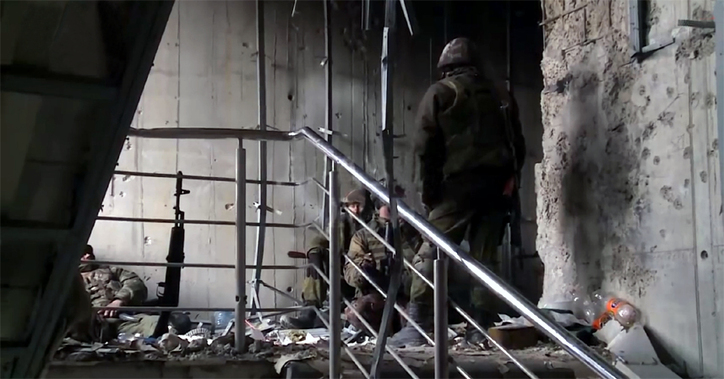
Soldado do Batalhão Somália lutando pelas ruínas do de Donetsk

O Batalhão da Somália foi formado em 2014 e participou da Guerra de Donbas. Foi originalmente uma força-tarefa especial sob o Ministério da Defesa da República Popular de Donetsk, um autoproclamado estado separatista no leste da Ucrânia. Em 2015, os estados separatistas República Popular de Donetsk e República Popular de Luhansk, e todas as suas unidades militares, foram designados como organizações terroristas pelo Supremo Tribunal da Ucrânia. O Serviço de Segurança da Ucrânia vem perseguindo membros da unidade para detê-los desde então.
Em fevereiro de 2017, o comandante da unidade, Mikhail Tolstykh ('Givi'), foi assassinado em seu escritório com um lançador de foguetes RPO-A Shmel . Alega-se que ele foi morto por seus próprios companheiros porque sabia quem abateu o voo 17 da Malaysia Airlines, ou que ele foi morto pelas forças ucranianas.
O batalhão participou do cerco de Mariupol ao lado das forças russas durante a invasão russa da Ucrânia em 2022 . Em abril, o líder da República Popular de Donetsk, Denis Pushilin, concedeu o título de Herói da RPD ao comandante tenente-coronel Timur Kurilkin, por suas ações em Mariupol. Também da Federação Russa, Kurilkin foi premiado com o prêmio estadual da Ordem da Coragem .

## Equipamento
O batalhão possui blindados de combate T-64 e T-72, BMP-1, BTR-70, MT-LB e BRDM-2, além de artilharia de apoio, morteiros e veículos de transporte.